# (1590) Циолковская
(1590) Циолковская (лат. Tsiolkovskaja) — типичный астероид главного пояса, открыт 1 июля 1933 года российским и советским астрономом Григорием Неуйминым в Симеизской обсерватории и 31 января 1962 года назван в честь учёного и мыслителя Константина Эдуардовича Циолковского.

## Обнаружение и именование
(1590) Циолковская
Открыт 1 июля 1933 года в Симеизе Г. Н. Неуйминым.
Эта планета названа в честь известного русского физика и педагога Константина Циолковского (1857—1935), конструктора ракет на жидком топливе и космических аппаратов. Некоторые из его работ рецензируются в журнале "Sky and Telescope", март 1961 года, стр. 167. В честь Циолковского также назван лунный кратер.
Оригинальный текст (англ.)1590 Tsiolkovskaja
Discovered 1933-Jul-01 by Neujmin, G. at Simeis.
This planet is named in honor of the well-known Russian physicist and teacher, Konstantin Tsiolkovsky (1857—1935) designer of liquid fuel rockets and space vehicles. Some of his work is reviewed in Sky and Telescope, 1961 March, page 167. Tsiolkovsky is also honored by a lunar crater.
Источники: DISCOVERY.DB; M.P.C. 2116.

## Орбита

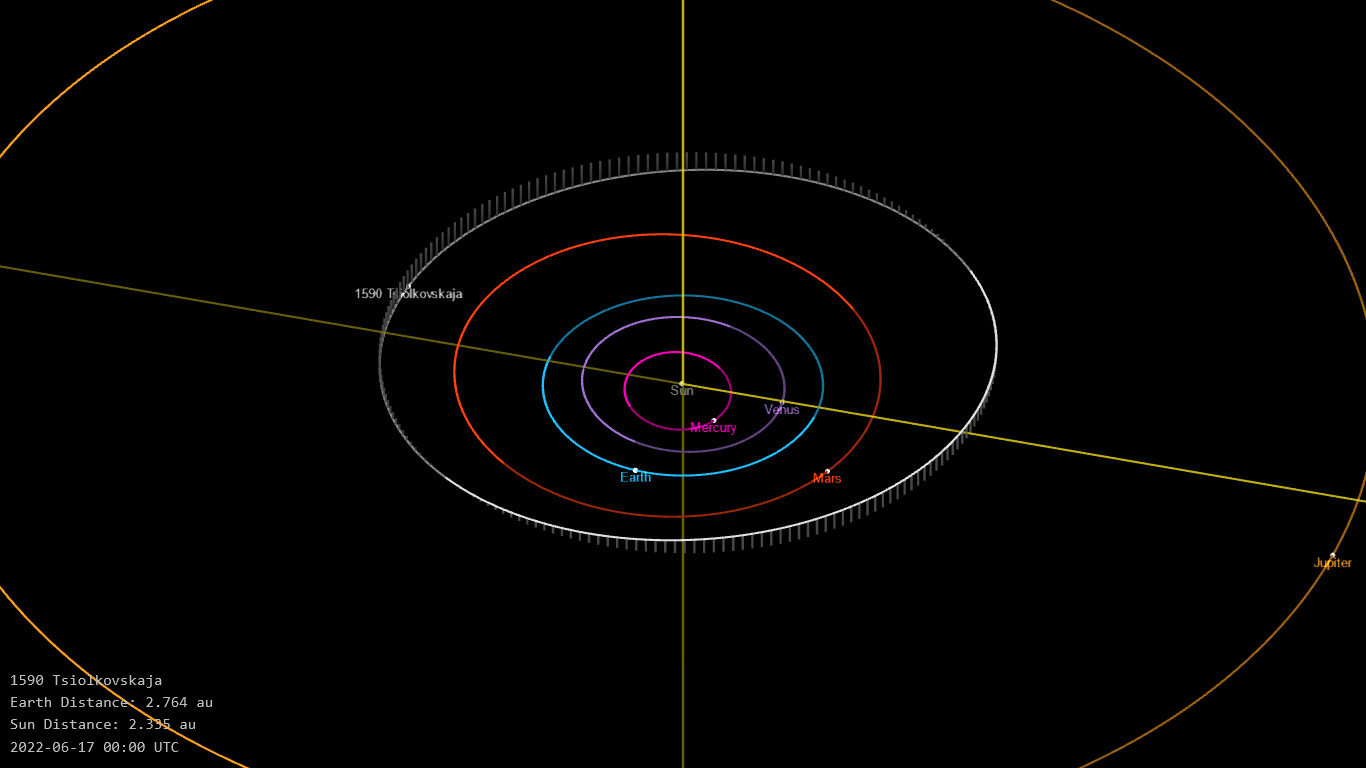
Орбита астероида Циолковская и его положение в Солнечной системе

## Физические характеристики
Астероид относится к таксономическому классу S.
По результатам наблюдений в инфракрасном диапазоне орбитальной обсерватории IRAS и спутника Akari и наблюдений в видимом и ближнем инфракрасном диапазоне космического телескопа NEOWISE диаметр астероида сначала оценивался равным 13,27±0,5 км, позже — 10,826±0,019 км, 12,81±0,27 км, 9,83±0,40 км, 10,300±0,076 км. Согласно тем же источникам альбедо оценивается как 0,2095±0,018, 0,3260±0,0601, 0,232±0,012, 0,419±0,050 и 0,291±0,036.